# Незаконченный ужин
«Незаконченный ужин» (латыш. Nepabeigtās vakariņas) — советский художественный детективный фильм, снятый по заказу Государственного комитета СССР по телевидению и радиовещанию в 1979 году по роману Пера Валё и Май Шёвалл «Полиция, полиция, картофельное пюре!».

## Сюжет
Действие происходит в одном из провинциальных городов Швеции. В одном из дорогих ресторанов во время банкета убит Пальмгрен — директор крупного концерна. Расследование поручено инспектору местной уголовной полиции Перу Монссону и его помощникам. Но, как постепенно выясняется, дело касается «высших сфер» власти. В связи с этим для ускорения следствия из столицы направляется известный комиссар уголовной полиции Мартин Бек. Для контроля расследования за всеми следит инспектор полиции безопасности (СЕПО). В конце концов они находят убийцу — им оказывается безработный Бертольд Свенсон, который ранее работал в концерне Пальмгрена и совершил это убийство из чувства мести.

## В ролях
- Улдис Ваздикс — Пер Монссон, инспектор полиции (озвучил Юрий Саранцев)
- Ромуалдс Анцанс — Мартин Бек, комиссар полиции
- Янис Паукштелло — Бенни Скакке, 2-й помощник инспектора
- Паулс Буткевич — Баклюнд, 1-й помощник инспектора
- Болеславс Ружс — Кристианссон
- Волдемар Лобиньш — Курт Квант
- Бертулис Пизич — Паулсон
- Артурс Димитерс — Пальмгрен, глава концерна
- Лилита Берзиня — фру Гренгрен, свидетельница
- Лилия Америка
- Эвалдс Валтерс — Арнольд
- Аквелина Ливмане — Оса Турелль
- Мирдза Мартинсоне — Сара Муберг, секретарша  Бруберга
- Регина Разума — Шарлотта Пальмгрен, жена Пальмгрена
- Ингрида Андриня — Анна, баронесса, сестра Мартина Бека
- Анита Грубе — Хелена Ханссон, проститутка по вызову
- Арнольдс Лининьш — Отто Хампус Бруберг, директор концерна, 2-й заместитель Пальмгрена
- Иварс Калниньш — Матс Линдер, директор концерна, 1-й заместитель Пальмгрена
- Арийс Гейкинс — Эдвардсон
- Светлана Блесс — Ева Свенсон
- Эдгар Лиепиньш — Бертиль Улоф Эмануель Свенсон
- Александр Лейманис — Могенсен
- Илга Витола — Тереза
- Катрина Пастернак

### В эпизодах
- Ольгерт Дункерс
- Г. Калниньш
- Л. Скуиня
- Р. Зупиньш
- Л. Бермакс
- Е. Ольшанко
- М. Калниньш
- И. Грабовас
- Т. Херцберга
- Леонс Криванс
- И. Целма
- П. Шилиньш
- Лилита Озолиня — Соня, молодая подруга Анны
- Янис Стрейч — сотрудник Службы безопасности
- Эдуард Павулс — дебошир на лестнице
- Байба Индриксоне — жена Пера Монссона
- Таливалдис Аболиньш
- Т. Фаерштейн
- Т. Каптейнис
- Э. Салдукснис
- Х. Ритенбергс
- Б. Ритенберга
- Л. Силе
- Э. Стрейч

## Съёмочная группа
- Автор сценария — Алвис Лапиньш
- Режиссёр-постановщик — Янис Стрейч
- Оператор-постановщик — Харийс Кукелс
- Художник-постановщик — Василий Масс
- Композитор — Раймондс Паулс